# Índice de poder de Banzhaf
El índice de poder de Banzhaf , nombrado en honor a John F. Banzhaf III (originalmente inventado por Lionel Penrose en 1946 y llamado a veces índice Penrose–Banzhaf; también conocido como el  índice Banzhaf–Coleman en honor a James Samuel Coleman), es un índice de poder definido por la probabilidad de cambiar el resultado de una votación en la que la cantidad de votos no está dividida en partes iguales entre los votantes o accionistas.

Modelo de ordenador del índice de poder de Banzhaf(El Proyecto de Demostraciones del Wolfram)

Para calcular el poder de un votante usando el índice de Banzhaf , se listan todas las coaliciones ganadoras, luego se cuentan los votantes críticos. Un votante crítico es un votante que, si cambia su voto, causaría que la coalición pierda. El poder de un votante está medido como la fracción de todos votos que cambien resultados que él pueda lanzar. Hay algunos algoritmos para calcular el índice de poder, p. ej., técnicas de programación dinámica, métodos de enumeración y métodos Monte Carlo (Matsui & Matsui 2000).

## Ejemplos

### Juegos de votación

#### Juego de votación simple
Un juego de votación sencillo, tomado de Teoría de Juegos y Estrategia de Phillip D. Straffin:
[6; 4, 3, 2, 1]
Los números en los corchetes significan que una medida requiere 6 votos para ser aprobada, y el votante A tiene cuatro votos, B tres votos, C dos, y D uno.  Las coaliciones ganadoras, con los votantes críticos subrayados, son las siguientes:
AB, AC, ABC, ABD, ACD, BCD, ABCD
Hay en total 12 votos críticos, por lo que, según el índice de Banzhaf, el poder está dividido así:
A = 5/12,    B = 3/12,    C = 3/12,    D = 1/12

#### Colegio electoral de los EE. UU.
Consideremos el Colegio Electoral de los Estados Unidos. Cada estado tiene más o menos poder que los otros. Hay un total de 538 votos electorales. 270 votos se consideran un voto mayoritario. El  índice de poder de Banzhaf sería una representación matemática de la capacidad de un solo estado de cambiar la votación. Un estado como California, el cual tiene 55 votos electorales , tiene más capacidad para cambiar la votación que un estado como Montana, que tiene 3 votos electorales.
Supongamos que los Estados Unidos tienen una elección presidencial entre un Republicano (R) y un Demócrata (D). Por simplicidad, supongamos que sólo tres estados están participando: California (55 votos electorales), Texas (38 votos electorales), y Nueva York (29 votos electorales).
Los posibles resultados de la elección son:
| California (55) | Texas (38) | Nueva York (29) | Votos R | Votos D | Estados que podrían cambiar la votación                    |
| --------------- | ---------- | --------------- | ------- | ------- | ---------------------------------------------------------- |
| R               | R          | R               | 122     | 0       | Ninguno                                                    |
| R               | R          | D               | 93      | 29      | California (D ganaría 84–38), Texas (D ganaría 67–55)      |
| R               | D          | R               | 84      | 38      | California (D ganaría 93–29), Nueva York (D ganaría 67–55) |
| R               | D          | D               | 55      | 67      | Texas (R ganaría 93–29), Nueva York (R ganaría 84–38)      |
| D               | R          | R               | 67      | 55      | Texas (D ganaría 93–29), Nueva York (D ganaría 84–38)      |
| D               | R          | D               | 38      | 84      | California (R ganaría 93–29), Nueva York (R ganaría 67–55) |
| D               | D          | R               | 29      | 93      | California (R ganaría 84–38), Texas (R ganaría 67–55)      |
| D               | D          | D               | 0       | 122     | Ninguno                                                    |

El índice de poder de Banzhaf de un estado es la proporción de los resultados posibles en qué aquel estado podrían cambiar la elección. En este ejemplo, los tres estados tienen el mismo índice: 4/12 o 1/3.
Sin embargo, si Nueva York es reemplazada por Georgia, con solo 16 votos electorales, la situación cambia dramáticamente.
| California (55) | Texas (38) | Georgia (16) | Votos R | Votos D | Estados que podrían cambiar la votación |
| --------------- | ---------- | ------------ | ------- | ------- | --------------------------------------- |
| R               | R          | R            | 109     | 0       | California (D ganaría 55-54)            |
| R               | R          | D            | 93      | 16      | California (D ganaría 71-38)            |
| R               | D          | R            | 71      | 38      | California (D ganaría 93-16)            |
| R               | D          | D            | 55      | 54      | California (D ganaría 109-0)            |
| D               | R          | R            | 54      | 55      | California (R ganaría 109–0)            |
| D               | R          | D            | 38      | 71      | California (R ganaría 93-16)            |
| D               | D          | R            | 16      | 93      | California (R ganaría 71–38)            |
| D               | D          | D            | 0       | 109     | California (R ganaría 55–54)            |

En este ejemplo, el índice de Banzhaf de California es 1 y el de los otros estados es 0, ya que California tiene más de la mitad de los votos.

### Juego de cártel
Cinco compañías (A, B, C, D, E) firman un acuerdo para la creación de un monopolio. El tamaño del mercado es de X = 54 millones de unidades por año (p.ej. barriles de petróleo) para generar un monopolio. La capacidad de producción máxima de estas compañías es A = 44, B = 32, C = 20, D = 8 y E = 4 millones de unidades por año. Por tanto,  hay un conjunto de coaliciones capaces de proporcionar las 54 millones de unidades necesarias para el monopolio, y un conjunto de coaliciones incapaces de proporcionar aquel número. En cada de las coaliciones suficientes puede haber miembros necesarios (para la coalición para proporcionar la producción requerida) y miembros innecesarios (subrayados en la tabla inferior). Incluso cuándo uno de estos miembros innecesarios sale de la coalición, esta es capaz de proporcionar la producción requerida. Sin embargo, cuándo uno de los miembros necesarios la abandona, la coalición suficiente deviene insuficiente. El beneficio del monopolio para distribuirse entre los miembros de la coalición es 100 millones de dólares por año.
| Coaliciones suficientes   | ABCDE, ABCD, ABCE, ABDE, ACDE, ABC, ABD, ABE, ACD, AS, BCDE, BCD, BCE, ADE, AB y AC |
| Coaliciones insuficientes | CDE, BDE, AD, AE, BC, BD, BE, CD, CE, DE, A, B, C, D y E                            |

El índice de Penrose–Banzhaf puede ser aplicado al cálculo del valor de Shapley, el cual proporciona una base para una distribución del beneficio para cada jugador en el juego en proporción al número de las coaliciones suficientes en las qué aquel jugador es necesario. El jugador A es necesario para 10 de las 16 coaliciones suficientes, B es necesario para 6, C también para 6, D para 2 y E para 2. Por tanto, A es necesario en 38.5% de los casos totales (26 = 10 + 6 + 6 + 2 + 2, así que es 10/26 = 0.385), B en 23.1%, C en 23.1%, D en 7.7% y E en 7.7% (estos son los índices de Banzhaf para cada compañía). La distribución de los 100 millones de beneficios de monopolio bajo el criterio del valor de Shapley tiene que seguir aquellas proporciones.

## Historia
Lo que hoy es conocido como el índice de poder de Banzhaf fue originalmente introducido por Penrose (1946) y fue olvidado posteriormente. Es reinventado por Banzhaf (1965), pero tendría que ser reinventado una vez más por Coleman (1971) para que se vuelva parte de la bibliografía principal.
Banzhaf quería probar objetivamente que el sistema de votación del Consejo del Condado de Nassau era injusto. Como muestra en Teoría de Juegos y Estrategia, los votos estaban distribuidos como sigue:
- Hempstead #1: 9
- Hempstead #2: 9
- North Hempstead : 7
- Oyster Bay: 3
- Glen Cove: 1
- Long Beach: 1

Había 30 votos totales , y una mayoría sencilla de 16 votos era requerida para aprobar una medida.
En notación de Banzhaf , [Hempstead #1, Hempstead #2, North Hempstead, Oyster Bay, Glen Cove, Long Beach] eran A-F en [16; 9, 9, 7, 3, 1, 1]
Hay 32 coaliciones ganadoras, y 48 votos críticos:
AB AC BC ABC ABD ABE ABF  ACD ACE ACF BCD BCE BCF ABCD ABCE ABCF ABDE ABDF ABEF ACDE ACDF ACEF BCDE BCDF BCEF ABCDE ABCDF ABCEF ABDEF ACDEF BCDEF ABCDEF
El índice de Banzhaf da estos valores:
- Hempstead #1 = 16/48
- Hempstead #2 = 16/48
- North Hempstead = 16/48
- Oyster Bay = 0/48
- Glen Cove = 0/48
- Long Beach = 0/48

Banzhaf Argumentó que una distribución de votos que da el 0% del poder al 16% de la población es injusto, y demandó al Consejo.
Actualmente el índice de poder de Banzhaf es una manera aceptada de medir el poder de votación, junto con el alternativoÍndice de poder de Shapley-Shubik.
Sin embargo, el análisis de Banzhaf ha sido criticado de tratar los votos como lanzamientos de monedas, y que un modelo de votación empírico en lugar de un modelo de votación aleatorio como el utilizado por Banzhaf traería resultados diferentes (Gelman & Katz 2002).